# 约翰·施敦力
约翰·施敦力(John Stronach 1810年3月7日-?)十九世纪英国伦敦会派遣来华的新教传教士。1810年3月7日施敦力诞生于爱丁堡。他是亚历山大·施敦力的胞弟。1837年被伦敦会派遣随同兄长为华侨传教。1838年3月5日抵达驻地新加坡。他在新加坡和胞兄一同创办一所为面对欧洲侨民子女的星期日学校，和一所马女子学校。1839年担任新加坡学院华侨班的班主任，并开始用福建方言布道。1843年离开新加坡，8月抵达香港，出席伦敦会传教士大会，并出席在香港召开的圣经翻译代表会议。1844年7月携带家眷抵达厦门。由于妻子生病，施敦力不得不举家离开厦门，取道香港返回英国，有理雅各随行。1846年3月7日妻子不幸在海上病故。